# Ilse Cleeves
Lauren Ilsedore Cleeves, más conocida como Ilse Cleeves, es una astrofísica estadounidense, especializada en el estudio de los discos protoplanetarios. 

## Trayectoria
Desde 2015 hasta 2018, Cleeves fue miembro Hubble en el Observatorio Astrofísico Smithsoniano. Antes de eso, recibió su doctorado de la Universidad de Míchigan bajo la supervisión de Edwin Bergin. 
Es una experta en firmas astroquímicas de discos circunestelares. Estudia la química, la composición y la estructura de los sistemas planetarios jóvenes en formación alrededor de estrellas de baja masa, utilizando modelos teóricos y observaciones de Atacama Large Millimeter Array y Herschel Space Observatory. También ha estudiado el origen del agua en la Tierra.

## Premios
En 2018, Cleeves recibió el premio Annie Jump Cannon de la American Astronomical Society «por su trabajo innovador en la formación de planetas y discos protoplanetarios».